# Huld
Das Wort Huld hat seinen Ursprung im althochdeutschen huldi, verwandt mit dem altenglischen hylda und dem altisländischen hylli. Bei dem Nomen Huld handelt es sich um ein Adjektiv-Abstraktum zu hold. Im Mittelhochdeutschen wurde es verwendet in der Bedeutung von „Geneigtheit, Wohlwollen, Ergebenheit, Treue“. Die Verben huldic machen und hulden wurden mit Dativergänzung benutzt und bedeuten „jemandem treu, ergeben sein“ und „geneigt machen“. Der Begriff Huld ist von seinem Ursprung her ein Wort des Rechts und entstammt dem germanischen Gefolgschaftswesen mit seinem Gedanken der Gegenseitigkeit von wohlwollender Geneigtheit und Leistung auf der einen Seite und von Ergebenheit und Zuverlässigkeit auf der anderen Seite. Mit den ersten Übersetzungen der Bibel und der Homilien wandert das Wort Huld in die religiösen Texte und wird ein Wort der kirchlichen Sprache. So wird es sowohl im religiösen als auch im historischen Kontext benutzt.

## Huld in der Bibel
Der Begriff Huld kommt in der Bibel im Alten Testament (Tanach) vor, besonders häufig im Buch der Psalmen (hebräisch סֵפֶר תְּהִלִּים sefær təhillîm). Mit dem Wort Huld wird das übersetzt, was im Lateinischen in der Vulgata mit misericordia bezeichnet wird. In der hebräischen Übersetzung der Psalmen findet man das Wort chesed חָסַד. Chesed ist ein Kernbegriff biblischer Ethik und beschreibt eine Haltung von Güte, Barmherzigkeit und Liebe, die immer mit einem Tun verbunden ist. Erweist jemand einer anderen Person chesed, so tut er oder sie mehr als das, wozu man verpflichtet wäre.
Ein Beispiel findet sich im Buch Rut, wo Rut und ihre Schwägerin Orpa ihren verstorbenen Männern und ihrer Schwiegermutter Noomi chesed erwiesen haben, und so wünscht ihnen Noomi, Gott möge ihnen ebenso chesed erweisen (Rut 1,8 ). Grundlegend ist die Wechselseitigkeit der Beziehung der chesed-Erweisenden und -Empfangenden.
Gottes chesed gilt als eine seiner grundlegenden Eigenschaften, sie ist die absolute und uneingeschränkte Güte des Ewigen. Chesed steht für die liebevolle, umsichtige und nachsichtige Treue zu Menschen und zum Volk Israel. Mit chesed erweist Gott den Menschen seine Huld: seine Zuwendung, seinen Beistand und Schutz, seine gütige und heilvolle Führung ihres menschlichen Lebens.
So ist „die Erde … erfüllt von der Huld des Herrn.“ (Ps. 33,5). Wie Gott hat auch seine Huld kein Ende, sie „besteht für immer und ewig.“ (Ps. 89,3). Immer wieder bitten Menschen um die Huld Gottes: „Lass mich deine Huld erfahren am frühen Morgen“ (Ps. 143,8), „in deiner großen Huld lass mich leben“ (Ps. 119,88) und hoffen damit auf die Zuwendung Gottes: „Mein huldreicher Gott kommt mir entgegen.“ (Ps. 59,11). Im Gegenzug bringen die Menschen Gott ihr Vertrauen entgegen, ihre Gottesfurcht: „denn ich vertraue auf dich“ (Ps. 143,8) und „seine Huld [ist] über denen, die ihn fürchten“ (Ps. 103,11; vgl. auch Ps. 147,11). So fühlen sich die Menschen geborgen, beschützt, sicher und „Sie alle sollen dem Herrn danken für seine Huld.“ (Ps. 107,15). Der Psalm 136 wiederholt immer wieder: „Danket dem Herrn, denn er ist gütig, denn seine Huld währt ewig.“, so dass der Psalmist im Gegenzug sagt: „Von den Taten deiner Huld, Herr, will ich ewig singen.“ (Ps. 89,2).
Häufig wird chesed zusammen mit dem Wort אֱמֶת ’ämæt (Ex 34,6 ) und in den Psalmen mit אֱמוּנָה ’ämûnāh (Ps 36,6; Ps 89,25) verwendet, so ergibt sich hier wie auch in anderssprachigen Übersetzungen ein festes Wortpaar von Gottes unverbrüchlicher Huld und Treue, zum Beispiel חֶסֶד וֶאֱמֶת ḥæsæd wæ’ämæt.

## Huld in Kultur und Politik des Mittelalters

### Die Bedeutung von Gottes Huld für den Menschen des Mittelalters
Den meisten ist das Lied des Dichters Walther von der Vogelweide „Der Wahlstreit“ von 1198 bekannt wegen seiner Anfangszeilen, die ihn nachdenklich auf einem Stein sitzend beschreiben, so, wie ihn auch eine Abbildung der Manesseschen Handschrift zeigt. Im Wesentlichen geht es in diesem Text aber um nichts weniger als um „wie man zer welte solte leben“, wie man sein Leben leben sollte. Drei Dinge sind dem Dichter im Leben essentiell: „êre, varnde guot und gotes hulde“: Ehre, zeitliches Gut und Gottes Huld, wobei letztere die ersten beiden in der Bedeutung noch übertreffen würde.

### Die Huldigung als juristischer Akt
Huld ist ein Zentralbegriff der mittelalterlichen Herrschafts- und Lebensordnungen, ein Wort des Rechts, das aus dem germanischen Gefolgschaftswesen stammt.
In merowingischer und fränkischer Zeit leisteten die Untertanen bei der Huldigung dem Landesherrn gegenüber einen Treueid. Solche Treueversprechen wurden vom jeweiligen Landesherrn eingeholt, indem er durch das Land ritt, um in Dörfern und Städten die Huldigung seiner Untertanen entgegenzunehmen. Dies wurde per Handschlag oder durch die Unterzeichnung einer Huldigungsakte vollzogen. Durch die Huldigung versicherten die Untergebenen dem Herrscher gegenüber Loyalität und Treue. Er wiederum sagte den Menschen, ihren Dörfern und Städten Schutz und die Einhaltung und Sicherung ihrer Privilegien und Freiheiten zu. So beinhaltet der Begriff Huld eine wechselseitige Verpflichtung.
Starb ein Landesherr, wurde seinem Nachfolger erneut gehuldigt und damit die bestehenden gegenseitigen Verpflichtungen bestätigt und das Treueverhältnis bekräftigt. Ein Beispiel für eine solche feierlich vollzogene Erbhuldigung ist in der Geschichte der Stadt Hachenburg im Westerwald beschrieben, als nach dem Tod von Burggraf Georg Friedrich Burggraf Wilhelm Ludwig am 15. August 1749 den Huldigungseid von 122 Bürgern der Stadt in Form eines Handgelöbnisses entgegennahm.
Ergaben sich infolge von Heiraten oder aufgrund gewonnener Kriege neue Herrschaftsverhältnisse, so musste dem jeweils neuen Herrscher gehuldigt werden. So haben in der Stadt Pavia die Großen Italiens 876 Kaiser Karl dem Kahlen und 951 dem ostfränkisch-deutschen König Otto I. gehuldigt.
Vor allem aus der Geschichte der reichsfreien Städte sind Huldigungen bekannt. Als die Kaiser im 14. Jahrhundert wiederholt ihre Städte verpfändeten, um ihre Schulden zu begleichen, mussten die Vertreter der Städte immer wieder dem jeweils neuen Herrn huldigen, so die rheinhessischen Städte Ingelheim und Oppenheim gegenüber dem Erzbischof von Speyer, die Stadt Kaiserslautern gegenüber dem Erzbischof von Trier. Alle drei Städte gingen später an den Pfalzgrafen zu Rhein. Wie er erweiterten auch andere pfandnehmende Reichsfürsten durch diese Maßnahmen ihr Territorium, die Städte wurden vom Kaiser nicht mehr ausgelöst. Weitere Huldigungen gab es dann in Form von Erbhuldigungen.
In der Beziehung zwischen einzelnen Personen beinhaltet Huld den Gedanken der Gegenseitigkeit von Verpflichtungen und Leistungen:  Es bezeichnet einerseits die wohlwollende Gesinnung des Gefolgsherrn gegenüber dem Gefolgsmann, zum anderen die treue Ergebenheit des Gefolgsmannes gegenüber seinem Gefolgsherrn, die sich zeigt in Gehorsam und Zuverlässigkeit. Der Hulderweis wurde im Mittelalter unter anderem durch Geschenke, die ehrenvolle Hervorhebung und Bevorzugung in aller Öffentlichkeit und das vertrauliche Gespräch ausgedrückt. Das vertraulich huldvolle Gespräch eröffnete die Chance für die Einflussnahme auf eine herrscherliche Entscheidung und war ein besonderer Hulderweis. Die auffällige Sonderbehandlung beim Hulderweis konnte bei anderen Großen mindestens invidia erzeugen.

### Huldverweigerung, Huldverlust und Wiedergewinnung von Huld
Wer die Macht eines anderen nicht anerkennen wollte, verweigerte die Huldigung. So weigerte sich 937 Bayernherzog Eberhard Kaiser Otto zu huldigen, unterlag dann aber in zwei Feldzügen und verlor sein Herzogtum. Ottokar von Böhmen verweigerte 1273 die Huldigung gegenüber dem neu gewählten Rudolf von Habsburg und erkannte damit dessen Wahl zum Kaiser nicht an. Der wiederum forderte daraufhin die Rückgabe aller angeeigneten Reichsterritorien und verhängte die Reichsacht über Ottokar.
Auch die Städte waren häufig mit einem neuen Landesherrn nicht einverstanden. So versuchte 1742 der Pfalzgraf zu Rhein die Herrschaft über die Stadt Hachenburg an sich zu reißen und die Huldigung der Stadt zu erzwingen. Die Bürger widersetzten sich dieser Machtübernahme erfolgreich, indem sie die Huldigung verweigerten.
Verpfändete reichsfreie Städte konnten sich der Huldigung gegenüber neuen Besitzern nicht versagen, man haderte aber damit. So musste Kaiser Ludwig 1340 die Kaiserslauterer Bürger erneut auffordern, Erzbischof Balduin zu huldigen und den durch Balduin eingesetzten Amtmann anzuerkennen.
Huldverlust konnte nur dort eintreten, wo zuvor Huld geherrscht hatte. Es betraf somit nur Personenkreise, die zuvor herrschaftlich, freundschaftlich oder verwandtschaftlich miteinander verbunden waren. Zum Verlust der Huld war kein förmliches Gerichtsverfahren notwendig. Der Huldverlust konnte zugleich zum Verlust der Ämter, Lehen oder sogar aller Güter führen. Der Verlust der Huld grenzte aus und machte ein Zusammengehen in einer Gruppe, in der gegenseitige Huld herrschte, unmöglich. Das Verbleiben oder Erscheinen in der Nähe des Herrn wurde schwierig. Der König oder Herr übersah ihn oder redete nicht mit ihm. Weitere Kontakte mit dem in Ungnade Gefallenen konnten als Affront gegenüber den Herren gewertet werden. Allerdings blieb der beabsichtigte Effekt der Isolierung oft genug wirkungslos, da sich genug Verwandte und Freunde für den vom Huldverlust betroffenen verwendeten. Jedoch wurde das Verbleiben in der Nähe des Herrn schwierig.
Zahlreiche Beispiele vom 10. bis zum 12. Jahrhundert zeigen, dass verlorene Huld nur wiederzuerlangen war durch einen demonstrativen Akt, der dem Herrscher in aller Öffentlichkeit Genugtuung für die zuvor erlittene Beleidigung verschaffte. Bei Huldverlust wurde die direkte Begegnung vermieden und indirekt über Vermittler oder weisungsgebundene Unterhändler miteinander kommuniziert. Die Vermittler legten auch die angemessene Genugtuung, die der Huldsuchende zu leisten hatte, fest. Die Wiederaufnahme der Huld konnte sich in einem demonstrativen Akt der öffentlichen, bedingungslosen Unterwerfung vollziehen. Der vom Huldverlust Betroffene näherte sich dabei dem König barfuß und im Büßergewand in größtmöglicher Öffentlichkeit. Mehrfach wird überliefert, dass der Huldsuchende seine bedingungslose Unterwerfung mit dem Satz ausdrückte: „Mache mit mir was du willst“. Solche Akte vollzogen sich an kirchlichen Hochfesten, beim Gang des Herrschers zum Gottesdienst und vor allem an feierlichen Anlässen, wie etwa der Krönung oder Hochzeit des Herrschers. In aller Regel erhielt der Unterworfene die Huld des Herrschers zurück und wurde entweder sofort in Amt und Würden wieder eingesetzt oder nach einer kurzen symbolischen Haft. Allerdings musste der Huldsuchende materielle Einbußen hinnehmen.